# Lamothe-Fénelon
Lamothe-Fénelon är en kommun i departementet Lot i regionen Occitanien i södra Frankrike. Kommunen ligger i kantonen Payrac som tillhör arrondissementet Gourdon. År 2022 hade Lamothe-Fénelon 318 invånare.

## Befolkningsutveckling
Antalet invånare i kommunen Lamothe-Fénelon
| Referens: INSEE |